# Miconia laciniata
Miconia laciniata är en tvåhjärtbladig växtart som beskrevs av John Julius Wurdack. Miconia laciniata ingår i släktet Miconia och familjen Melastomataceae. Inga underarter finns listade i Catalogue of Life.